# Округ Колдвел (Северна Каролина)
Округ Колдвел (енгл. Caldwell County) је округ у америчкој савезној држави Северна Каролина.

## Демографија
По попису из 2010. године број становника је 83.029, што је 5.614 (7,3%) становника више него 2000. године.
| Група             | 2000.          | 2010.          |
| Белци             | 70.307 (90,8%) | 73.565 (88,6%) |
| Афроамериканци    | 4.223 (5,5%)   | 4.086 (4,9%)   |
| Азијати           | 301 (0,4%)     | 428 (0,5%)     |
| Хиспаноамериканци | 1.927 (2,5%)   | 3.796 (4,6%)   |
| Укупно            | 77.415         | 83.029         |